# Ælle av Sussex
Ælle av Sussex, död 514, var en engelsk monark. Han var kung av Sussex 477–514. 